# Droga krajowa B60 (Austria)
Droga krajowa B60 (Leitha Straße) – droga krajowa Austrii. Arteria zaczyna się na skrzyżowaniu z B17 w leżącym na południe od Wiednia mieście Wiener Neustadt. B60 prowadzi stąd w kierunku północno-wschodnim przez Pottendorf (węzeł z A3) do skrzyżowania z Preßburger Straße na obrzeżach Portu Lotniczego Schwechat.